# 靈泉寺 (美濃市)
霊泉寺（れいせんじ）は岐阜県美濃市上河和にある釈迦牟尼仏を本尊とする曹洞宗の寺院で、山号は神應山。平安時代の古仏を所蔵することで知られる。
天正5年(1577) 、上河和の住人により鐘秀山妙光庵として建立される。、明暦元年(1655)に関の龍泰寺20世の鰲山正雪を開山として招いていき、元禄5年(1692)に現在の寺号に改めている。明治元年(1868)に神仏分離運動により、近隣の佐羅早松神社で祀られていた古仏を移される。このうち鎌倉時代の木像増長天像と平安時代の十一面観音像は岐阜県の有形文化財、平安時代の阿弥陀如来坐像は美濃市の有形文化財に指定されている。これらの仏像は神仏習合が行われていた白山信仰に関わるものであると考えられ、特に十一面観音像は佐羅早松神社の本地仏とみられている。